# Оборона и защита
Оборона и защита (Russia Defense Expo) — международная выставка технических средств обороны и защиты, проходящая раз в два года в российском городе Нижний Тагил на базе «Нижнетагильского института испытания металлов» (НТИИМ) и входящего в его состав полигона «Старатель». Мероприятие чередуется с международной выставкой вооружений «Russia Arms Expo», проходящей на полигоне также раз в два года.
В рамках «Обороны и защиты» экспонируются военно-инженерные машины, средства технического обеспечения, ремонта и испытания военной и полицейской техники, средства тылового обеспечения вооруженных сил, оборудование и снаряжение спасательных служб и пр/ Организаторы выставки — Министерство промышленности и торговли Российской Федерации и Правительство Свердловской области. Первая выставка прошла в 2001 году, общее число предприятий-участников превышает 1500.
В 2010 году на 7-й выставке «Оборона и защита» приняли участие свыше 250 предприятий из 30 регионов России, представивших более 2,2 тысяч образцов техники и экспонатов, а также представители 37 стран мира.
В 2012 году «Оборона и защита» проводилась в 8-й раз. Экспозиция занимает площадь свыше 50 тысяч м², представлено более 220 предприятий из 25 регионов России и 3 зарубежных государств, в числе гостей ожидаются представители 27 стран.

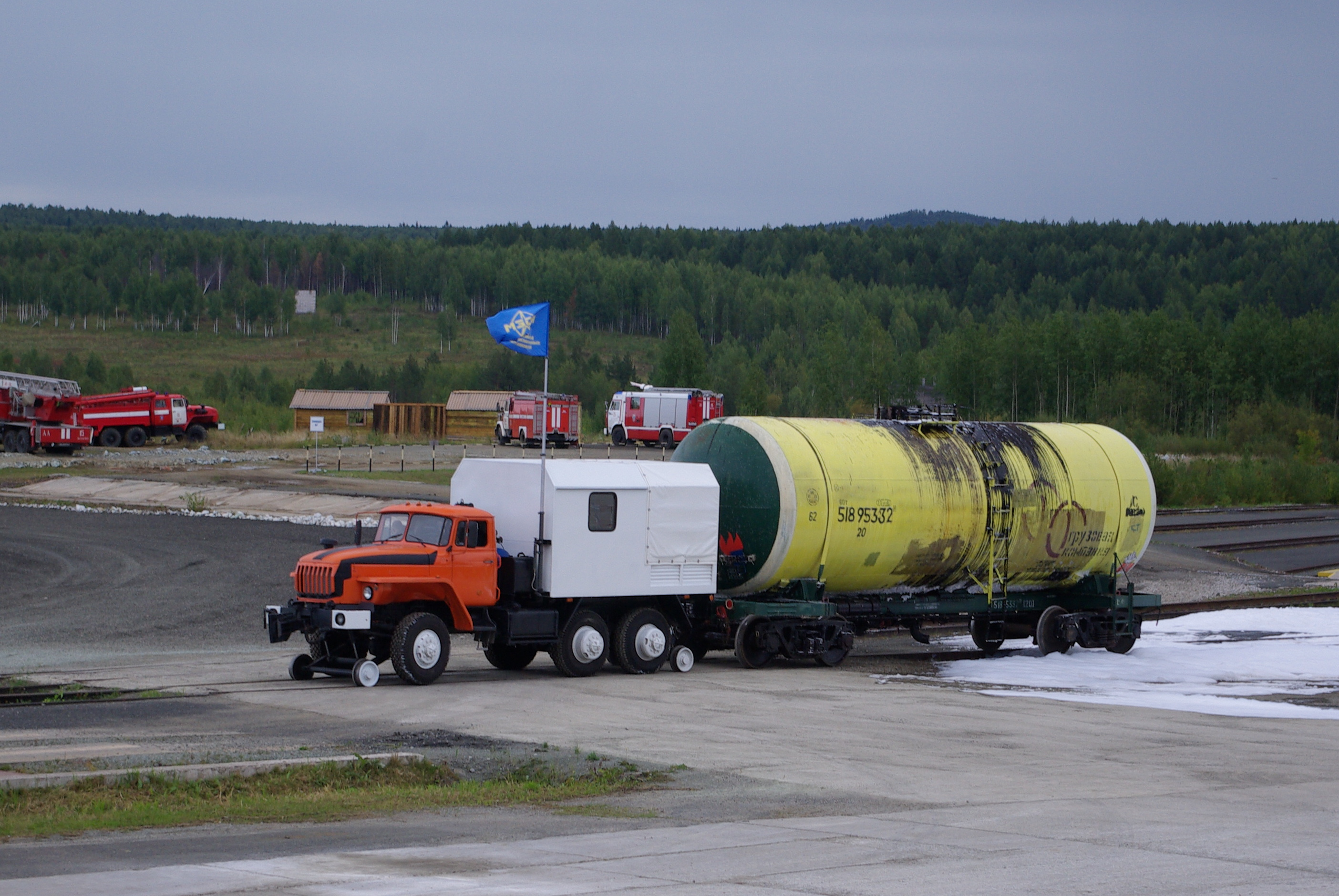
Локомобиль МАРТ-3 на выставке «Оборона и защита» в Нижнем Тагиле, 2012 г.